# Catedral Metropolitana de Passo Fundo
A Catedral Metropolitana de Passo Fundo - Nossa Senhora Aparecida é um templo religioso católico do município brasileiro de Passo Fundo, estado do Rio Grande do Sul, onde se encontra a cátedra da Arquidiocese de Passo Fundo.

## Histórico
Em 1832, Joaquim Fagundes dos Reis, a primeira autoridade nomeada pelo Império do Brasil para administrar as terras de Passo Fundo, concedeu licença para a construção de uma capela, que permaneceu até meados do Século XX. O templo estava quase em ruínas quando foi reconstruído, sem perder a identidade do projeto, com a ajuda do arquiteto e escultor rio-grandense Vitorino Zani. A então Igreja Matriz Nossa Senhora Aparecida só foi reaberta em janeiro de 1950, pelo decreto de Dom Antônio Reis, na época bispo de Santa Maria.
Sua fachada em estilo romano e os inúmeros painéis de Aristarch Kaszkurewig permanecem inalterados, assim como seu interior e suas famosas janelas de vitrais. Conta com um antigo relógio, que funciona em harmonia com um sino, tocando a cada quinze minutos.
Em 12 de fevereiro de 1950 recebeu seu primeiro pároco, padre Laurentino Tagliari. No dia 22 de julho de 1951, a Diocese de Passo Fundo foi criada, com o templo elevado à condição de Catedral, sendo empossado seu primeiro bispo. Em 13 de dezembro de 2009, antecipando a celebração dos 60 anos de Paróquia, foi realizado o Rito da Dedicação da Catedral. Em julho de 2011 foi criada a Arquidiocese de Passo Fundo e, consequentemente, o templo recebeu a denominação de Catedral Metropolitana.

## Detalhes
Em estilo romano, comporta 1 070 pessoas. Seu primeiro bispo foi Dom João Cláudio Colling e seu primeiro Arcebispo Dom Pedro Ercílio Simon. É dedicada à Nossa Senhora Aparecida.
Em 2020 teve início uma ampla reforma visando adequar o espaço às novas regras da Igreja.